# International Centre for Higher Education Research
Das International Centre for Higher Education Research (INCHER) ist eine interdisziplinäre Forschungseinrichtung der Universität Kassel auf dem Gebiet der Hochschulforschung. Untersucht werden Aspekte von Hochschule, Studium und Wissenschaft, gearbeitet wird zu Themen an den Schnittstellen zwischen Hochschulsystem und anderen gesellschaftlichen Teilbereichen. Es ist eine der wenigen Hochschulforschungsinstitutionen in Deutschland, die an einer Universität angesiedelt sind, und als einzige Forschungseinrichtung dieser Art seit mehr als drei Jahrzehnten tätig. Es gilt darüber hinaus als eine der international bedeutsamsten Institutionen der Hochschulforschung.

## Geschichte

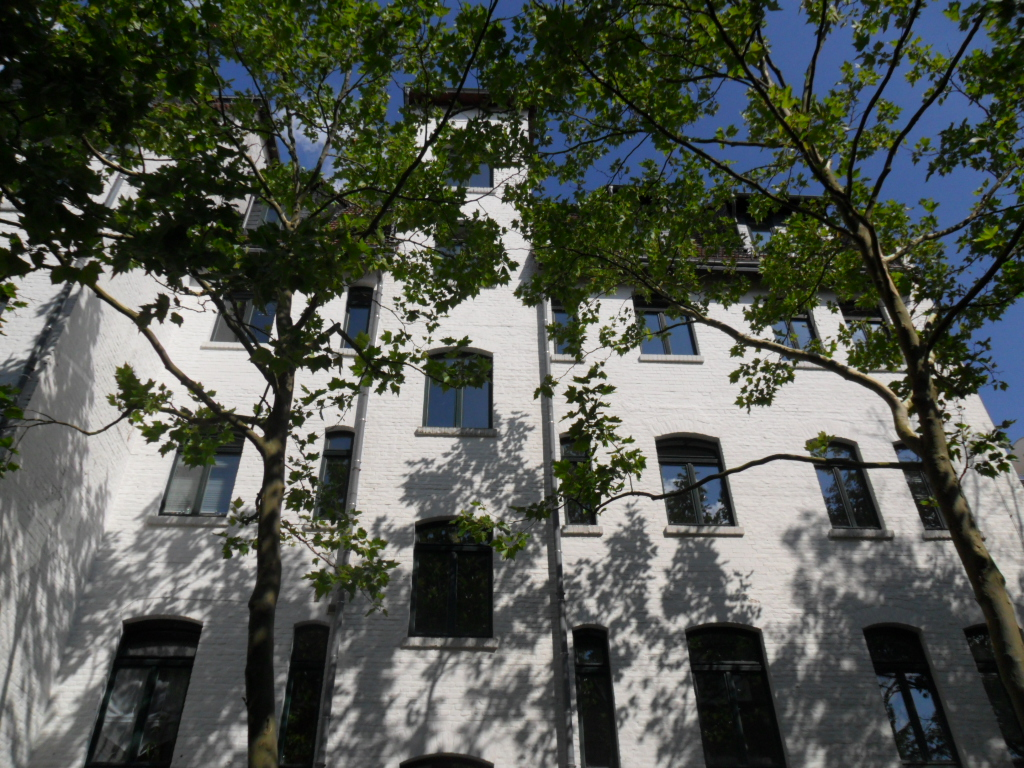
INCHER Rückansicht

Das heutige INCHER wurde 1978 als Wissenschaftliches Zentrum für Berufs- und Hochschulforschung (WZ I) als erste zentrale Einrichtung der Universität Kassel (damals: Gesamthochschule Kassel) eingerichtet. Es sollte eine kontinuierliche wissenschaftliche Reflexion über praktische Probleme der Hochschule sichern und wissenschaftliche Grundlagen zur Diskussion über Zielperspektiven des Studiums und über die Realisierungsbedingungen von Veränderungen im Hochschulwesen beisteuern.
Die offizielle Einrichtung erfolgte zeitgleich mit der Besetzung der für das Zentrum neu geschaffenen Professur für Berufs- und Hochschulforschung durch den Hochschulforscher Ulrich Teichler. 2005 wurde das Zentrum erstmals extern evaluiert. Auf die positive Evaluation hin beschloss die Leitung der Universität Kassel im März 2006, das Zentrum über den Zeitpunkt des Ausscheidens von Ulrich Teichler weiterzuführen. Auf Antrag des Zentrums erhielt es im März 2006 auch seinen heutigen Namen.
Der Soziologe und Hochschulforscher Georg Krücken übernahm im Jahr 2011 die Leitung des INCHER. Verbunden mit dem Wechsel war eine stärkere Ausrichtung der Forschungsakzente auf die Beziehungen zwischen Hochschulsystem und anderen gesellschaftlichen Teilbereichen und eine deutlichere Ansiedlung der Forschung an Schnittstellen der Hochschulforschung zu angrenzenden Forschungsbereichen wie der Wissenschafts-, Organisations- und Innovationsforschung. Stellvertretender Geschäftsführender Direktor ist seit 2016 Guido Bünstorf, Professor für Volkswirtschaftslehre an der Universität Kassel, der in der interdisziplinären Forschung der Einrichtung die Wirtschaftswissenschaften vertritt.
Im Frühjahr 2016 wurde die Einrichtung im Auftrag des Präsidiums der Universität Kassel erneut evaluiert mit dem Ergebnis einer positiven Gesamteinschätzung. Am 28. September 2016 wurde ein Beschluss über die Fortführung der Forschungseinrichtung bis 2021 gefasst.

## Forschungsschwerpunkte
Das INCHER hat in seinen Forschungsprojekten Fragen der Beziehungen von Hochschule und Beruf als ein zentrales Thema sowie Fragen der Hochschulplanung und -organisation, Implementation von Hochschulreformen, der Entwicklung von Hochschulsystemen im internationalen Vergleich, der internationalen studentischen Mobilität, der Hochschulsteuerung, der Hochschulevaluation, der Internationalisierung von Hochschulen, des Studierverhaltens und der studentischen Identität sowie der Professionen innerhalb der Hochschulen untersucht. Seit 2011 dominieren in der Forschung des INCHER Fragestellungen zu den übergreifenden Themen „Studierende und Absolventen“; „Wissenschaftlicher Wandel“, „Governance und Organisation“ sowie „Innovation und Transfer“. Darüber hinaus werden Querschnittsthemen wie Internationalisierung, soziale Ungleichheit oder Gender-Fragen aufgegriffen.
Viele Forschungsprojekte sind international vergleichend angelegt und viele wurden und werden in internationalen Forschungs-Teams durchgeführt. Auf Kasseler Initiative wurde unter anderem das Consortium of Higher Education Researchers (der Weltverband der Hochschulforscher) gegründet. Die Einrichtung ist Teil eines weit gespannten Netzwerks kooperierender internationaler Forschungseinrichtungen und hat regelmäßig ausländische Wissenschaftler zu Forschungsaufenthalten zu Gast.
Das bisher größte Forschungsprojekt des INCHER war das „Kooperationsprojekt Absolventenstudien“ (KOAB), eine kontinuierliche Absolventenbefragung, die von 2007 bis 2017 in Kooperation mit 78 deutschen Hochschulen durchgeführt und in dessen Rahmen jährlich etwa 70.000 Absolventen ca. 1,5 Jahre nach ihrem Studienabschluss zum Studium und zum Berufsweg befragt wurden. Es wird seit 2017 vom Institut für angewandte Statistik (ISTAT) durchgeführt.
Seit 2018 wird in einem interdisziplinären Graduiertenprogramm (ELBHA) der Zusammenhang zwischen Hochschulausbildung und Zugangschancen zu Elitepositionen in Politik, Wirtschaft und Verwaltung untersucht.

## Organisation
Ein Vorstand (Guido Bünstorf, Georg Krücken, Bettina Langfeldt) leitet die Einrichtung und wird dabei von einem Geschäftsführer unterstützt. Ein Direktorium, dem alle Professoren, die dem INCHER angehören, sowie Vertreter der wissenschaftlichen Bediensteten, der administrativ-technischen Bediensteten und der Studierenden angehören, entscheidet über die Forschungsplanung und die Organisation. 
Ein externer Sachverständigenbeirat, dem Experten aus anderen Universitäten und Forschungsinstituten sowie der Wissenschaftsförderung angehören, berät in inhaltlichen und strategischen Fragen. Zurzeit gehören diesem Beirat Sabine Behrenbeck, Georg Licht, Sabine Maasen, Christine Musselin (stellv. Vorsitzende) und Uwe Schimank (Vorsitzender) an.
Am INCHER forschen und arbeiten etwa 40 bis 45 Personen, viele davon sind Doktoranden. Regelmäßig halten sich auch Gastwissenschaftler, die zu einem Thema der Hochschulforschung forschen, für längere Zeit an der Einrichtung auf.

## Publikationen
Die Arbeit des INCHER hat sich in fast 2.000 Publikationen niedergeschlagen, die in wissenschaftlichen Fachzeitschriften und bei verschiedenen Verlagen erschienen sind. Ein Teil der zentralen Forschungsergebnisse erscheint in der Buchreihe „Hochschule und Gesellschaft“ beim Campus-Verlag und in der Online-Reihe INCHER Working Papers.